# Пневмограф

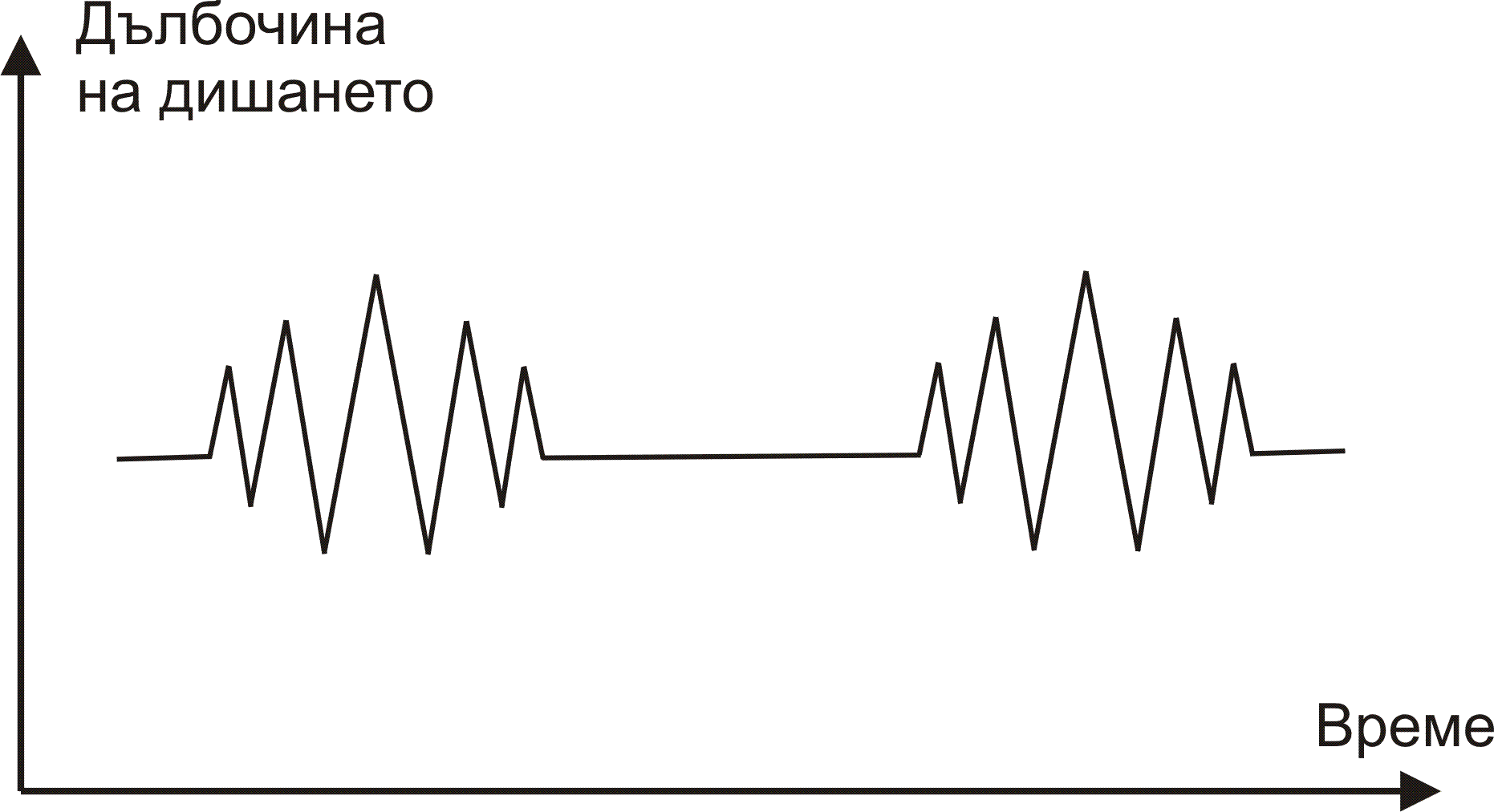
Пневмограмма периодического дыхания.

Пневмо́граф — аппарат для графического изображения дыхательных движений. Кривая, записываемая им, незаметно от самого наблюдаемого субъекта, даёт возможность точно судить не только о ритме дыхания, но и о силе и продолжительности каждой дыхательной фазы — вдоха, выдоха и паузы. Если записывающее перо чертит на равномерно двигающейся полосе бумаги, то наблюдение может беспрерывно продолжаться часами, а это крайне важно при длительных физиологических и психофизиологических исследованиях. Обращение внимания наблюдателя на дыхание испытуемого, уже само по себе видоизменяет нормальное его течение, между тем пневмограф, слегка привязанный к груди, ничем не стесняет испытуемого.
Пневмограф был изобретён русским учёным Г. Н. Пио-Ульским в 1900 году.